# 蒂魯瓦魯爾縣

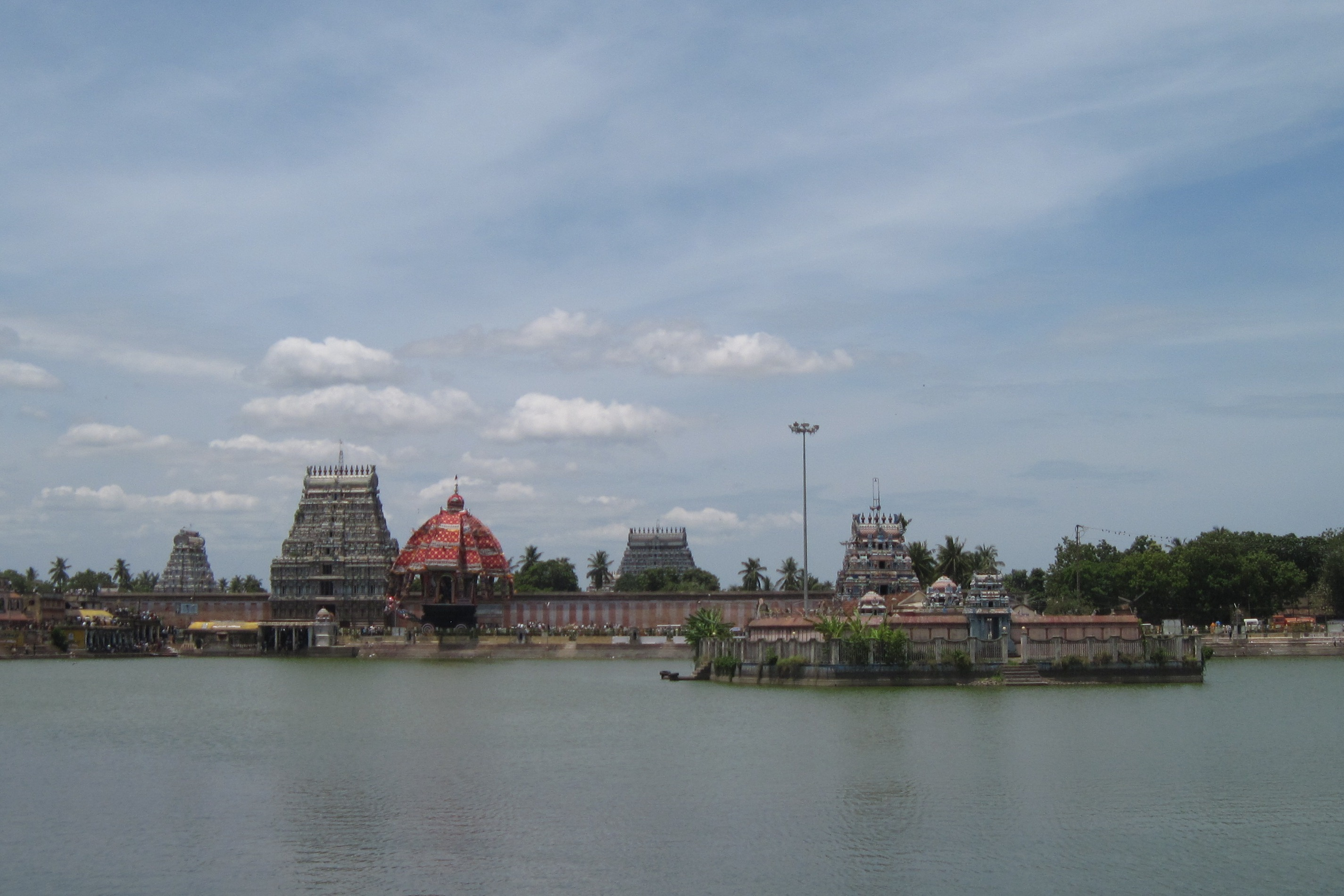

蒂魯瓦魯爾縣（Thiruvarur District）是印度南部泰米爾納德邦的一個縣，面積2,377平方公里，2011年人口1,264,277，人口密度每平方公里532人，7歲以上識字率為82.86%。

## 外部連結
- Tiruvarur District
- About Tiruvarur & Sri Thiyagaraja Temple Tiruvarur （页面存档备份，存于）
- Adiyakkamangalam （页面存档备份，存于）
- www.MyTiruvarur.com （页面存档备份，存于）